# Списък с концертни изяви на Лейди Гага
Американската певица Лейди Гага досега е имала пет концертни турнета, с което си печели титлата на петата жена с цялостни печалби, надхвърлящи половин милиард долара. Пяла е и на редица церемонии по награждаване и телевизионни предавания. Гага представя дебютния си сингъл „Just Dance“ с изпълнения на събития като конкурса Мис Вселена 2008, както и в епизод на американското риалити So You Think You Can Dance. Първоначално е подгряващ изпълнител на групите New Kids on the Block и The Pussycat Dolls преди да поеме на първото си самостоятелно турне, озаглавено The Fame Ball Tour, което стартира през март 2009 г. и завършва през септември същата година. След отмяната на съвместното ѝ турне с Кание Уест, Fame Kills: Starring Kanye West and Lady Gaga, Гага започва втората си самостоятелна обиколка с The Monster Ball Tour. Създадено в подкрепа на албума „The Fame Monster“ (2009), турнето получава одобрението на критиците и завършва с приходи от над $227 млн., което го превръща в едно от най-печелившите в историята. Гага промотира песни от албума и на церемонии като Американските музикални награди през 2009 г., наградите „Грами“ и Британските музикални награди през 2010 г.
Вторият студиен албум на певицата, „Born This Way“ (2011), ражда едноименния пилотен сингъл, който тя представя на наградите „Грами“ през 2011 г., като по време на изпълнението излиза от яйцевиден съд. На видео-музикалните награди на MTV през същата година, Лейди Гага пее сингъла „Yoü and I“ в образа на своето мъжко алтер его Джо Калдерон. В подкрепа на албума, Гага създава The Born This Way Ball Tour, което жъне успехи, но се оказва скандално за редица религиозни групи, които го смятат за сатанинско и поставят под съмнение ценностите на изпълнителката. Гага отменя последните концерти от турнето поради травма на бедрото, която изисква оперативно лечение.
Песни от третия си албум, „ARTPOP“ (2013), Лейди Гага представя на двудневно събитие в Ню Йорк, озаглавено artRAVE. През 2014 година тя представя първата си серия концерти със 7 дати в залата „Роузленд Болрум“ в Манхатън, които са последните изяви там преди затварянето ѝ. По-късно през същата година, поема и на световна обиколка с artRAVE: The ARTPOP Ball Tour. Редица критици изказват положително мнение за проекта, но според други, то се оказва несвързано. След издаването на дуетния ѝ албум с Тони Бенет, „Cheek to Cheek“ (2014), двамата потеглят на Cheek to Cheek Tour, което продължава от декември 2014 г. до август 2015 г.
На наградите „Оскар“ през 2015 г. Лейди Гага е избрана да изпълни песни от филма „Звукът на музиката“ в чест на 50 години от издаването му. Billboard оценява представянето на Гага като едно от най-добрите в кариерата ѝ, а в социалната мрежа Facebook 214 000 дейности в минута са свързани с изпълнението. През 2015 година е издадена и песента „Til It Happens to You“, която певицата представя на Жена на годината на Billboard и Наградите на продуцентската гилдия на САЩ през 2015 г. и наградите „Оскар“ през 2016 г. Гага изпълнява националния химн на САЩ преди мача на Супербоул през 2016 г. През същата година, в колаборация с Intel и Найл Роджърс, представя трибют към Дейвид Боуи на наградите „Грами“ и изпълнява сингъла „Million Reasons“ на Американските музикални награди. В подкрепа на петия си студиен албум, озаглавен „Joanne“ (2016), Лейди Гага представя три концерта, част от Dive Bar Tour, спонсорирано от Bud Light, както и световната обиколка Joanne World Tour. На 5 февруари 2017 г. певицата изнася шоуто на полувремето на Супербоул, което се превръща във второто най-гледано в историята, привличайки 117,5 млн. телевизионни зрители в САЩ. Над 5,1 млн. публикации, свързани с изпълнението, са споделени в социалната мрежа Twitter – рекорд в историята на събитието.
Между 2018 и 2020 г. Гага пее на втората си серия концерти, Enigma, този път в Лас Вегас. През 2019 г. тя изпълнява хит сингъла „Shallow“ на наградите „Грами“ и „Оскар“. На наградите на MTV през 2020 г. представя няколко песни от албума „Chromatica“ (2020). Очаква се през 2021 година да представи The Chromatica Ball Tour.

## Концертни турнета
| 2009 | The Fame Ball Tour            | 12 март – 29 септември 2009 г. (световно)                     | 83  |
| Дебютното концертно турне на Гага е в подкрепа на първия ѝ албум „The Fame“ (2008). Певицата описва шоуто като пътуващ музей, вдъхновен от творчеството на Анди Уорхол. Критиците одобряват турнето, като правят положителни коментари спрямо вокалната яснота, усета за мода и професионалната театралност на Гага. |                               |                                                               |     |
| 2009 – 2011 | The Monster Ball Tour         | 27 ноември 2009 – 6 май 2011 г. (световно)                    | 203 |
| Второто турне на Лейди Гага е създадено в подкрепа на проекта „The Fame Monster“ (2009). Първоначално, сцената наподобява рамка като тази на кух телевизор. От 2010 година, турнето е променено и представя история в Ню Йорк, в която Гага и приятелите ѝ са изгубени и търсят пътя си към шоуто. Критиците отново са с положителни оценки. Турнето привлича публика от над 2,5 млн. души, носи приходи от над $227 млн., превръща се в едно от най-успешните турнета на всички времена и печели редица награди. |                               |                                                               |     |
| 2012 – 2013 | The Born This Way Ball Tour   | 27 април 2012 – 11 февруари 2013 г. (световно)                | 98  |
| Третото концертно турне на певицата, в подкрепа на втория ѝ студиен албум – „Born This Way“ (2011), достига всички континенти, освен Антарктида. Шоуто е разделено на пет части, а сюжетът му е наситен с политически и социални теми като дискриминация, самочувствие и правителствен контрол. Критиците хвалят дизайна на сцената, която наподобява замък, вокалите на Гага, посланието на шоуто и екипа на продукцията. Някои религиозни групи се противопоставят на турнето поради религиозната му тематика и явната подкрепа на Гага към ЛГБТ обществото. Малко над 20 концерта преди края, певицата е принудена да сложи край на обиколката поради сериозна травма на дясното ѝ бедро. Над 200 000 билета на стойност от $25 млн. са върнати. Въпреки това, приходите от турнето възлизат на почти $184 млн. Получава и награда за турне на годината, за която гласуват читателите на Billboard през 2012 г. |                               |                                                               |     |
| 2014 | artRAVE: The ARTPOP Ball Tour | 4 май – 24 ноември 2014 г. (световно)                         | 79  |
| Четвъртата световна обиколка на Лейди Гага е в подкрепа на третия ѝ албум – „ARTPOP“ (2013). Сцената прилича на пещера и е от две части, свързани с прозрачни подиуми, което позволява на зрителите да се движат под тях без това да им пречи да гледат концерта. Рецензиите са положителни спрямо концепцията, костюмите и хореографията, но описват сюжета като несвързан и повърхностен. През ноември 2014 г., в партньорство с Yahoo!, последното шоу е излъчвано на живо в цял свят от Париж. С 920 088 продадени билета, турнето носи приходи от $83 милиона. |                               |                                                               |     |
| 2014 – 2015 | Cheek to Cheek Tour           | 30 декември 2014 – 1 август 2015 г. (Северна Америка, Европа) | 36  |
| Дуетният албум на Лейди Гага и Тони Бенет, „Cheek to Cheek“ (2014), е представен на Cheek to Cheek Tour. Много от концертите, част от турнето, са на музикални фестивали. Сцената е декорирана семпло с кристална завеса. Сет листът включва песни от албума, както и други кавъри на американски класики. Критиците са впечатлени от вокалите на Гага и Бенет, продукцията на шоуто и химията между двамата. Турнето е на върха на класацията на Vulture за 10-те най-добри концерта през 2015 г., а приходите му възлизат на $15,3 млн. |                               |                                                               |     |
| 2017 – 2018 | Joanne World Tour             | 1 август 2017 – 1 февруари 2018 г. (Северна Америка, Европа)  | 49  |
| Петото концертно турне на певицата, в подкрепа на „Joanne“ (2016), е смятано за по-минималистично в сравнение с останалите ѝ, но получава одобрението на критиците за интересните си визуални изображения, вокалите на Лейди Гага и връзката ѝ с публиката. Започва на 1 август 2017 г. във Ванкувър, Канада и приключва внезапно през 2018 г. след като няколко от концертите в Европа са отменени. Приходите от турнето възлизат над $95 милиона от 841 935 продадени билети. |                               |                                                               |     |
| 2022 | The Chromatica Ball           | 2022 г. (Европа, Северна Америка)                             | 6   |
| След промяна на датите поради пандемията от коронавирус през 2020 и 2021 година, шестото турне на Лейди Гага, в подкрепа на албума „Chromatica“ (2020), се очаква да започне през лятото на 2022 г. |                               |                                                               |     |

## Серия концерти
| 2014 | Lady Gaga: Live at Roseland Ballroom | 28 март – 7 април 2014 г. (Ню Йорк, САЩ)           | 7  |
| Първата серия концерти на Лейди Гага е в залата „Роузленд Болрум“ в Ню Йорк. Това са последните изяви преди мястото да бъде съборено за построяването на 42-етажен небостъргач. Шоуто е вдъхновено от Ню Йорк, а Гага пее песни от първите си четири албума. Цялостната презентация печели одобрението на критиците, а приходите от концертите възлизат на над $1,5 милиона. Две изпълнения са записани и излъчени във вечерното шоу на Дейвид Летърман, а последният концерт е предаван на живо в интернет от Verizon. |                                      |                                                    |    |
| 2018 – 2020 | Lady Gaga Enigma                     | 28 декември 2018 – 16 май 2020 г. (Лас Вегас, САЩ) | 39 |
| През декември 2017 г. Гага обявява, че през декември 2018 г. ще започне серия концерти в хотела Park MGM в Лас Вегас с продължителност от две години. Сделката е на стойност от $100 милиона и включва 74 концерта с вероятност за удължаване, което означава, че певицата получава около $1 милион за всеки концерт. |                                      |                                                    |    |

## Промоционални концерти
| 2013 | artRAVE       | 10 ноември – 11 ноември 2013 г. (Ню Йорк, САЩ)     | 1 |
| В подкрепа на третия си студиен албум, озаглавен „ARTPOP“ (2013), Лейди Гага представя двудневно събитие в Ню Йорк. Организирано като празненство по случай издаването на проекта, то се провежда в хангар и включва пресконференция и изпълнения на песни от албума. Vevo излъчва събитието на живо, а след това записи са качени в канала на певицата в YouTube.                                               |               |                                                    |   |
| 2016 | Dive Bar Tour | 5 октомври – 27 октомври 2016 г. (Северна Америка) | 3 |
| Dive Bar Tour е кратко турне на Лейди Гага, спонсорирано от Bud Light, което включва 3 дати и се провежда в подкрепа на албума ѝ „Joanne“ (2016). Концертите са организирани в барове в Нашвил, Ню Йорк и Лос Анджелис, тъй като именно с такива изпълнения е започнала кариерата на изпълнителката. Обявено е и четвърто шоу през 2017 година в Лас Вегас, което е отменено поради конфликти в графика на Гага. |               |                                                    |   |

## Фестивали
| 2017 | Coachella Valley Music and Arts Festival | 14 април – 21 април 2017 г. (Индиоу, САЩ) | 2 |
| Лейди Гага е избрана за хедлайнер на фестивала след като Бионсе е принудена да откаже ангажимента поради напредналата си бременност. Певицата подготвя шоуто само за няколко седмици, като включва песни от всичките си албуми до този момент. Освен това, представя и нов сингъл, озаглавен „The Cure“. |                                          |                                           |   |

## Изпълнения на церемонии по награждаване
| Дата                 | Събитие                                        | Държава              | Песни |
| -------------------- | ---------------------------------------------- | -------------------- | --- |
| 7 юни 2008 г.        | Награди „NewNowNext“                           | САЩ                  | „Just Dance“ |
| 14 юли 2008 г.       | Мис Вселена                                    | Виетнам              | „Just Dance“ |
| 18 февруари 2009 г.  | Британски музикални награди                    | Обединеното кралство | Микс от песни на The Pet Shop Boys (с Брандън Флауърс) |
| 21 юни 2009 г.       | Награди „MuchMusic Video“                      | Канада               | „LoveGame“, „Poker Face“ |
| 13 септември 2009 г. | Видео-музикални награди на MTV                 | САЩ                  | „Poker Face“, „Paparazzi“ |
| 22 ноември 2009 г.   | Американски музикални награди                  | САЩ                  | „Bad Romance“, „Speechless“ |
| 31 януари 2010 г.    | Награди „Грами“                                | САЩ                  | „Poker Face“, „Speechless“ / „Your Song“ (с Елтън Джон) |
| 16 февруари 2010 г.  | Британски музикални награди                    | Обединеното кралство | „Telephone“, „Dance in the Dark“ |
| 13 февруари 2011 г.  | Награди „Грами“                                | САЩ                  | „Born This Way“ |
| 19 юни 2011 г.       | Награди „MuchMusic Video“                      | Канада               | „The Edge of Glory“, „Born This Way“ |
| 25 юни 2011 г.       | Японски видео-музикални награди на MTV         | Япония               | „The Edge of Glory“, „Born This Way“ |
| 28 август 2011 г.    | Видео-музикални награди на MTV                 | САЩ                  | „Yoü and I“ (с Брайън Мей) |
| 6 ноември 2011 г.    | Европейски музикални награди на MTV            | Обединеното кралство | „Marry the Night“ |
| 10 ноември 2011 г.   | Награди „Бамби“                                | Германия             | „Marry the Night“ |
| 25 август 2013 г.    | Видео-музикални награди на MTV                 | САЩ                  | „Applause“ |
| 3 ноември 2013 г.    | Музикални награди на YouTube                   | САЩ                  | „Dope“ |
| 24 ноември 2013 г.   | Американски музикални награди                  | САЩ                  | „Do What U Want“ (с Ар Кели) |
| 7 декември 2014 г.   | Отличия на центъра „Кенеди“                    | САЩ                  | „If I Ever Lose My Faith in You“ |
| 8 февруари 2015 г.   | Награди „Грами“                                | САЩ                  | „Cheek to Cheek“ (с Тони Бенет) |
| 22 февруари 2015 г.  | Награди „Оскар“                                | САЩ                  | Трибют към Звукът на музиката |
| 18 юни 2015 г.       | Залата на славата на текстописците             | САЩ                  | „What's Up?“ |
| 18 декември 2015 г.  | Жена на годината на Billboard                  | САЩ                  | „Til It Happens to You“ |
| 23 януари 2016 г.    | Награди на продуцентската гилдия на САЩ        | САЩ                  | „Til It Happens to You“ |
| 15 февруари 2016 г.  | Награди „Грами“                                | САЩ                  | Трибют към Дейвид Боуи (с Найл Роджърс) |
| 28 февруари 2016 г.  | Награди „Оскар“                                | САЩ                  | „Til It Happens to You“ |
| 4 април 2016 г.      | Образователна награда на името на Джейн Ортнър | САЩ                  | „New York, New York“, „I Can't Give You Anything but Love, Baby“, „Let's Face the Music and Dance“, „Call Me Irresponsible“, „La Vie en Rose“, „Til It Happens to You“ |
| 20 ноември 2016 г.   | Американски музикални награди                  | САЩ                  | „Million Reasons“ |
| 12 февруари 2017 г.  | Награди „Грами“                                | САЩ                  | „Moth into Flame“ (с Металика) |
| 8 септември 2017 г.  | Международен филмов фестивал в Торонто         | Канада               | „Bad Romance“ |
| 19 ноември 2017 г.   | Американски музикални награди                  | САЩ                  | „The Cure“ (на живо от Joanne World Tour във Вашингтон) |
| 28 януари 2018 г.    | Награди „Грами“                                | САЩ                  | „Joanne“, „Million Reasons“ (с Марк Ронсън) |
| 10 февруари 2019 г.  | Награди „Грами“                                | САЩ                  | „Shallow“ (с Марк Ронсън, Андрю Уайът и Антъни Росомандо) |
| 24 февруари 2019 г.  | Награди „Оскар“                                | САЩ                  | „Shallow“ (с Брадли Купър) |
| 30 август 2020 г.    | Видео-музикални награди на MTV                 | САЩ                  | „Chromatica II“, „911“, „Rain on Me“ (с Ариана Гранде)", „Stupid Love“                                                                                                 |

## Телевизионни изпълнения
| Дата                 | Предаване                                                           | Държава              | Песни |
| -------------------- | ------------------------------------------------------------------- | -------------------- | --- |
| 10 октомври 2005 г.  | 60th Annual Columbus Day Parade                                     | САЩ                  | „No Floods“ (като Стефани Джерманота) |
| 15 юли 2008 г.       | So You Think You Can Dance                                          | САЩ                  | „Just Dance“ |
| 20 август 2008 г.    | MuchOnDemand                                                        | Канада               | „Just Dance“, „LoveGame“ |
| 26 септември 2008 г. | Sunrise                                                             | Австралия            | „Just Dance“ |
| 28 септември 2008 г. | Rove                                                                | Австралия            | „Just Dance“ |
| 29 октомври 2008 г.  | Good Day New York                                                   | САЩ                  | „Just Dance“ |
| 1 декември 2008 г.   | The Ellen DeGeneres Show                                            | САЩ                  | „Just Dance“ |
| 23 декември 2008 г.  | Jimmy Kimmel Live!                                                  | САЩ                  | „Just Dance“, „Poker Face“ |
| 30 декември 2008 г.  | Today                                                               | САЩ                  | „Just Dance“ |
| 8 януари 2009 г.     | The Tonight Show with Jay Leno                                      | САЩ                  | „Just Dance“ |
| 16 януари 2009 г.    | GMTV                                                                | Обединеното кралство | „Just Dance“ |
| 18 януари 2009 г.    | T4                                                                  | Обединеното кралство | „Just Dance“, „Poker Face“ |
| 18 януари 2009 г.    | The Sunday Night Project                                            | Обединеното кралство | „Just Dance“ |
| 28 януари 2009 г.    | Freshly Squeezed                                                    | Обединеното кралство | „Just Dance“, „Poker Face“ |
| 4 февруари 2009 г.   | The Album Chart Show                                                | Обединеното кралство | „Beautiful, Dirty, Rich“, „LoveGame“, „Paparazzi“, „Poker Face“, „Just Dance“                                                              |
| 4 февруари 2009 г.   | The Dome                                                            | Германия             | „Just Dance“, „Poker Face“ |
| 20 февруари 2009 г.  | Fama ¡A Bailar!                                                     | Испания              | „Just Dance“ |
| 10 март 2009 г.      | The View                                                            | САЩ                  | „Just Dance“ |
| 29 март 2009 г.      | Star Académie                                                       | Канада               | „Poker Face“ |
| 1 април 2009 г.      | American Idol                                                       | САЩ                  | „Poker Face“ |
| 16 април 2009 г.     | Friday Night with Jonathan Ross                                     | Обединеното кралство | „Poker Face“ |
| 18 април 2009 г.     | Schlag den Raab                                                     | Германия             | „Poker Face“ |
| 19 април 2009 г.     | Quelli che... il Calcio                                             | Италия               | „Poker Face“ |
| 20 април 2009 г.     | The Paul O'Grady Show                                               | Обединеното кралство | „Poker Face“ |
| 22 април 2009 г.     | Mooi! Weer De Leeuw                                                 | Нидерландия          | „Poker Face“ |
| 23 април 2009 г.     | Le Grand Journal                                                    | Франция              | „Poker Face“ |
| 11 май 2009 г.       | The Ellen DeGeneres Show                                            | САЩ                  | „Poker Face“ |
| 12 май 2009 г.       | Dancing with the Stars                                              | САЩ                  | „LoveGame“, „Just Dance“ |
| 17 май 2009 г.       | Rove                                                                | Австралия            | „LoveGame“ |
| 5 август 2009 г.     | Sukkiri                                                             | Япония               | „Poker Face“ |
| 8 септември 2009 г.  | The Ellen DeGeneres Show                                            | САЩ                  | „LoveGame“ |
| 3 октомври 2009 г.   | Saturday Night Live                                                 | САЩ                  | „Paparazzi“, „LoveGame“, „Poker Face“, „Bad Romance“                                                                                       |
| 14 октомври 2009 г.  | Taratata                                                            | Франция              | „Eh, Eh (Nothing Else I Can Say)“, „Poker Face“                                                                                            |
| 23 ноември 2009 г.   | The Tonight Show with Jay Leno                                      | САЩ                  | „Bad Romance“ |
| 27 ноември 2009 г.   | The Ellen DeGeneres Show                                            | САЩ                  | „Bad Romance“, „Speechless“ |
| 6 декември 2009 г.   | The X Factor                                                        | Обединеното кралство | „Bad Romance“ |
| 7 декември 2009 г.   | Royal Variety Performance                                           | Обединеното кралство | „Speechless“ |
| 15 януари 2010 г.    | The Oprah Winfrey Show                                              | САЩ                  | „Monster“, „Bad Romance“, „Speechless“ |
| 2 март 2010 г.       | Friday Night with Jonathan Ross                                     | Обединеното кралство | „Brown Eyes“, „Telephone“ |
| 16 април 2010 г.     | Music Station                                                       | Япония               | „Telephone“ |
| 5 май 2010 г.        | American Idol                                                       | САЩ                  | „Bad Romance“, „Alejandro“ |
| 9 юли 2010 г.        | Today                                                               | САЩ                  | „Someone to Watch Over Me“, „Bad Romance“, „You and I“, „Alejandro“, „Teeth“                                                               |
| 28 април 2011 г.     | The Ellen DeGeneres Show                                            | САЩ                  | „Judas“ |
| 5 май 2011 г.        | The Oprah Winfrey Show                                              | САЩ                  | „Born This Way“, „Yoü and I“ |
| 11 май 2011 г.       | Le Grand Journal                                                    | Франция              | „Judas“ |
| 13 май 2011 г.       | The Graham Norton Show                                              | Обединеното кралство | „Born This Way“, „Judas“ |
| 21 май 2011 г.       | Saturday Night Live                                                 | САЩ                  | „The Edge of Glory“, Judas", „Born This Way“                                                                                               |
| 25 май 2011 г.       | American Idol                                                       | САЩ                  | „The Edge of Glory“ |
| 27 май 2011 г.       | Good Morning America                                                | САЩ                  | „Bad Romance“, „The Edge of Glory“, „Judas“, „Born This Way“, „Hair“                                                                       |
| 9 юни 2011 г.        | Germany's Next Topmodel                                             | Германия             | „Scheiße“, „Born This Way“, „The Edge of Glory“                                                                                            |
| 13 юни 2011 г.       | The X Factor                                                        | Франция              | „The Edge of Glory“, „Judas“ |
| 15 юни 2011 г.       | Le Grand Journal                                                    | Франция              | „The Edge of Glory“ |
| 17 юни 2011 г.       | Paul O'Grady Live                                                   | Обединеното кралство | „Hair“, „The Edge of Glory“, „You and I“, „Born This Way“ / „Judas“                                                                        |
| 28 юни 2011 г.       | Taratata                                                            | Франция              | „Born This Way“, „Hair“, „The Edge of Glory“                                                                                               |
| 29 юни 2011 г.       | SMAP×SMAP                                                           | Япония               | „The Edge of Glory“, „Yoü and I“, „Born This Way“                                                                                          |
| 28 юли 2011 г.       | Jimmy Kimmel Live!                                                  | САЩ                  | „Yoü and I“, „The Edge of Glory“, „Hair“, „Born This Way“, „Judas“                                                                         |
| 1 август 2011 г.     | The View                                                            | САЩ                  | „Yoü and I“ |
| 5 октомври 2011 г.   | The Jonathan Ross Show                                              | Обединеното кралство | „Yoü and I“ |
| 13 ноември 2011 г.   | The X Factor                                                        | Обединеното кралство | „Marry the Night“ |
| 16 ноември 2011 г.   | Alan Carr: Chatty Man                                               | Обединеното кралство | „Marry the Night“ |
| 30 ноември 2011 г.   | The Grammy Nominations Concert                                      | САЩ                  | „Marry the Night“, „Yoü and I“ (със Шугарленд)                                                                                             |
| 5 декември 2011 г.   | The Ellen DeGeneres Show                                            | САЩ                  | „Marry the Night“ |
| 23 декември 2011 г.  | Music Station                                                       | Япония               | „Marry the Night“, „Born This Way“ |
| 31 декември 2011 г.  | Dick Clark's New Year's Rockin' Eve                                 | САЩ                  | „Heavy Metal Lover“, „Marry the Night“, „Born This Way“                                                                                    |
| 9 септември 2013 г.  | Good Morning America                                                | САЩ                  | „Over the Rainbow“, „Applause“ |
| 27 октомври 2013 г.  | The X Factor                                                        | Обединеното кралство | „Venus“, „Do What U Want“ |
| 29 октомври 2013 г.  | The Graham Norton Show                                              | Обединеното кралство | „Do What U Want“, „Venus“ |
| 16 ноември 2013 г.   | Saturday Night Live                                                 | САЩ                  | „Do What U Want“ (с Ар Кели), „Gypsy“ |
| 28 ноември 2013 г.   | SMAP×SMAP                                                           | Япония               | „Venus“, „Applause“ |
| 28 ноември 2013 г.   | Sukkiri                                                             | Япония               | „Applause“, „Gypsy“ |
| 29 ноември 2013 г.   | Music Station                                                       | Япония               | „Applause“ |
| 4 декември 2013 г.   | Alan Carr: Chatty Man                                               | Обединеното кралство | „Dope“, „Do What U Want“ |
| 17 декември 2013 г.  | The Voice                                                           | САЩ                  | „Do What U Want“ (с Кристина Агилера) |
| 24 януари 2014 г.    | A MusiCares Tribute To Carole King                                  | САЩ                  | „You've Got a Friend“ |
| 18 февруари 2014 г.  | The Tonight Show Starring Jimmy Fallon                              | САЩ                  | „ARTPOP“ |
| 2 април 2014 г.      | Late Show with David Letterman                                      | САЩ                  | „Dope“, „G.U.Y.“ |
| 16 октомври 2014 г.  | Strictly Come Dancing                                               | Обединеното кралство | „Anything Goes“, „It Don't Mean a Thing (If It Ain't Got That Swing)“ (с Тони Бенет)                                                       |
| 26 ноември 2014 г.   | The View                                                            | САЩ                  | „Cheek to Cheek“ (с Тони Бенет) |
| 2 декември 2014 г.   | The Colbert Report                                                  | САЩ                  | „Cheek to Cheek“ (с Тони Бенет) |
| 3 декември 2014 г.   | Good Morning America                                                | САЩ                  | „Cheek to Cheek“ (с Тони Бенет) |
| 3 декември 2014 г.   | Christmas in Rockefeller Center                                     | САЩ                  | „Winter Wonderland“ (с Тони Бенет), „It Don't Mean a Thing (If It Ain't Got That Swing)“                                                   |
| 16 февруари 2015 г.  | Stevie Wonder: Songs in the Key of Life – An All-Star Grammy Salute | САЩ                  | „I Wish“ |
| 12 юни 2015 г.       | Европейски игри 2015                                                | Азербайджан          | „Imagine“ |
| 6 декември 2015 г.   | Sinatra 100 – All-Star Grammy Concert                               | САЩ                  | „New York, New York“ |
| 7 февруари 2016 г.   | Супербоул 50                                                        | САЩ                  | „The Star-Spangled Banner“ |
| 22 октомври 2016 г.  | Saturday Night Live                                                 | САЩ                  | „A-YO“, „Million Reasons“ |
| 26 октомври 2016 г.  | The Late Late Show with James Corden                                | САЩ                  | „Perfect Illusion“, „Bad Romance“, „The Edge of Glory“, „Born This Way“, „Poker Face“, „Million Reasons“ (част от Carpool Karaoke); „A-YO“ |
| 1 ноември 2016 г.    | Sukkiri                                                             | Япония               | „Perfect Illusion“ |
| 4 ноември 2016 г.    | News Zero                                                           | Япония               | „Joanne“ |
| 4 декември 2016 г.   | The X Factor                                                        | Обединеното кралство | „Million Reasons“ |
| 5 декември 2016 г.   | Victoria's Secret Fashion Show                                      | Франция              | „Million Reasons“, „A-YO“, „John Wayne“ |
| 9 декември 2016 г.   | Alan Carr: Happy Hour                                               | Обединеното кралство | „Million Reasons“ |
| 12 декември 2016 г.  | SMAP×SMAP                                                           | Япония               | „Million Reasons“, „Perfect Illusion“, „A-YO“                                                                                              |
| 13 декември 2016 г.  | Royal Variety Performance                                           | Обединеното кралство | „Million Reasons“ |
| 20 декември 2016 г.  | Tony Bennett Celebrates 90                                          | САЩ                  | „The Lady Is a Tramp“, „La Vie en Rose“ |
| 5 февруари 2017 г.   | Супербоул 51                                                        | САЩ                  | „God Bless America“ / „This Land Is Your Land“, „Poker Face“, „Born This Way“, „Telephone“, „Just Dance“, „Million Reasons“, „Bad Romance“ |
| 21 октомври 2017 г.  | One America Appeal                                                  | САЩ                  | „Million Reasons“, „Yoü and I“, „The Edge of Glory“                                                                                        |
| 10 април 2018 г.     | Elton John: I'm Still Standing – A Grammy Salute                    | САЩ                  | „Your Song“ |
| 18 април 2020 г.     | One World: Together At Home                                         | САЩ                  | „Smile“, „The Prayer“ (със Селин Дион, Андреа Бочели, Джон Леджънд и Ланг Ланг)                                                            |
| 20 януари 2021 г.    | Встъпване в длъжност на Джо Байдън                                  | САЩ                  | „The Star-Spangled Banner“ |